# Agrar-Industrie-Vereinigung
Die Agrar-Industrie-Vereinigung (abgekürzt AIV) war eine Organisationsform in der DDR, in der mehrere Betriebe der Landwirtschaft und der Industrie zusammengefasst wurden. Ziel war die geschlossene technologische und organisatorische Kette von der Produktion bis zur Verarbeitung bzw. dem Verkauf von Agrarprodukten.

## Vorgeschichte
Die Führung der DDR setzte seit Mitte der 1960er Jahre in der Agrarpolitik auf möglichst große Verbände, um zu einer „industriemäßigen Produktion“ in der Landwirtschaft zu gelangen. Auf diesem Wege sollten Produktions- und Produktivitätsreserven maximal ausgeschöpft, die Produktionskosten gesenkt und innerhalb dieser Kooperationsketten ein einheitliches Produktionsniveau erreicht werden. AIVs sollten durch gemeinsame Investitionen einen sparsamen Produktionsmitteleinsatz sicherstellen und eine höhere Auslastung des in ihrem Territorium existenten Arbeitskräftepotentials ermöglichen. So entstand zum Beispiel 1965 als eines der Pilotprojekte in Teterow der Kooperationsverband „Fleischschwein“, in der unter Verantwortung des städtischen Schlachthofs eine Produktionskette vom Stall zum Handel organisiert wurde. Der VIII. Parteitag der SED verordnete 1971 die Spezialisierung mit dem Übergang zur industriellen Großproduktion.

## Struktur
Die erste AIV wurde nach dem IX. Parteitag der SED (1976) gebildet. 1983 gab es 14 AIV, die meistens auch über die politisch-organisatorischen Grenzen (Kreise und Bezirke) hinaus wirkten. Zentrales Ziel der Tätigkeit der AIV war die Senkung von Produktionskosten durch eine übergreifende Abstimmung von Leitung und Planung.
Die AIV fasste in der Regel juristisch selbständige Betriebe unterschiedlicher Eigentumsformen zusammen.  Einer AIV gehörten im Allgemeinen 8–12 Betriebe an, davon meist 4–6 LPG oder VEG Pflanzenproduktion, ein Agrochemisches Zentrum, eine Meliorationsgenossenschaft sowie – je nach Produktionseinrichtung – ein oder mehrere Verarbeitungsbetriebe. Industriebetriebe, deren Verarbeitungskapazitäten die Rohstoffproduktion einer AIV weit übertreffen (z. B. Zuckerfabriken oder Großmühlen), wurden nicht in AIV einbezogen. Auch Kreisbetriebe für Landtechnik waren keine Mitgliedsbetriebe, da ihnen übergeordnete Funktionen – auch außerhalb der agrarindustriellen Kooperation – zugewiesen wurden.
Die AIV war ein rechtsfähiges Organ, arbeitete nach dem Prinzip der wirtschaftlichen Rechnungsführung und besaß eine wirtschaftsleitende Funktion gegenüber den kooperierenden Betrieben und Genossenschaften. Diese entsandten Vertreter in die Delegiertenversammlung, die ihrerseits den Beirat der AIV wählten. Ihm gehörten in der Regel an: der Leiter der AIV und sein Stellvertreter, der Hauptbuchhalter, der Parteisekretär der AIV, die über eine eigene Parteiorganisation verfügten, die Direktoren der VEG und die Vorsitzenden der LPG Pflanzenproduktion. Der Direktor des Kreisbetriebes für Landtechnik nahm mit beratender Stimme teil. Beschlüsse mussten einstimmig gefasst werden. Für die fachliche Koordinierung konnten für einzelne Haupterzeugnisse – in der Regel für einen begrenzten Zeitraum – Kommissionen gebildet werden.

## AIV Beispiele
Die größte AIV der DDR entstand in Friedland im Bezirk Neubrandenburg. Sie umfasste 23.000 ha Ackerland und 9.460 ha Grünland. Geleitet wurde sie von der „Vorzeigetraktoristin“ Margarete Müller, die auch Mitglied des ZK der SED und Kandidatin des Politbüros war.

## Das Ende der AIV
Der Zusammenschluss einzelner Bereiche bewährte sich nicht. Unter anderem durch mehrfache betriebliche Umstrukturierungen wurde die Stabilität der Produktion behindert. Materielle und technische Überforderungen durch erhöhten Transport- und Energieverbrauch sowie die Auflösung sozialer dörflicher Strukturen waren kaum bedacht worden. Der Beginn einer Kurskorrektur in der Agrarpolitik der SED zeigte sich in der 1978 ergangenen Aufforderung, der Modernisierung bereits bestehender Stallanlagen wieder mehr Aufmerksamkeit zu schenken. In der Folge wurden die übertriebenen Spezialisierungs- und Konzentrationsbestrebungen der frühen 1970er Jahre Zug um Zug zurückgenommen. Die auf dem X. Parteitag der SED (1981), der 3. ZK-Tagung der SED (1981) und dem XII. Bauernkongress (1982) erhobenen Forderungen nach einer verbesserten territorialen Organisation der Betriebe, nach der Verkleinerung der Schläge und nach einem besseren Zusammenwirken der Tier- und Pflanzenproduktionsbetriebe im „einheitlichen Reproduktionsprozeß“ sowie der Baustopp für die Errichtung neuer industriemäßiger Anlagen und die generelle Verminderung der bei Neubauten anzustrebenden Stallkapazitäten auf etwa 30 % der noch 1974 vorgeschlagenen Größen, belegen die Bemühungen der SED, zumindest die extremen Auswüchse der Konzentration und Spezialisierung der 70er Jahre zu korrigieren. Bis 1985 waren fast alle AIV wieder aufgelöst.